# Lucy Dillon
Lucy Dillon, född 1974, är en brittisk författare av kärleksromaner.